# 超级火山

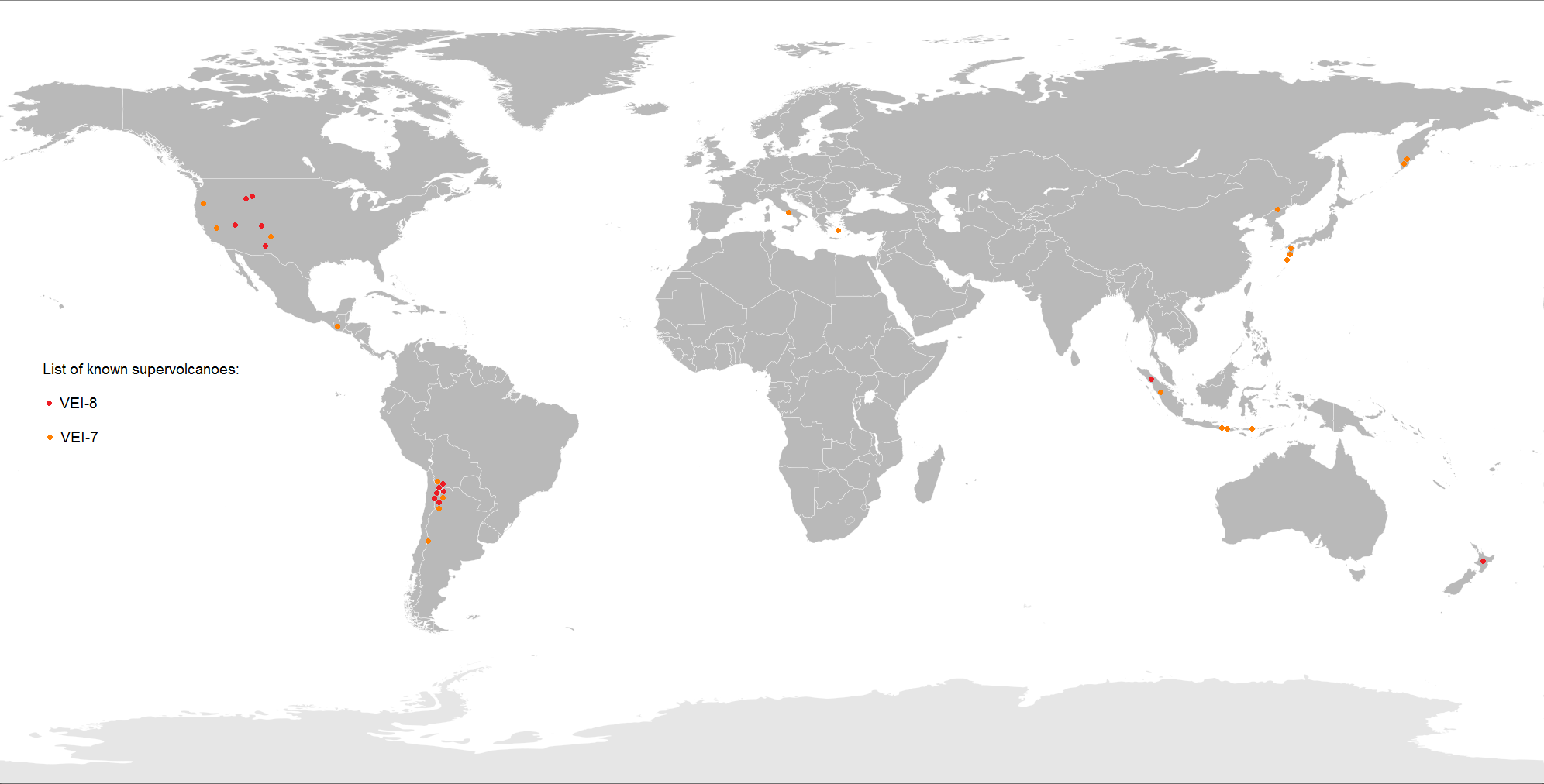
全球已知超级火山的分布:
火山爆發指數 (VEI) 8
火山爆發指數 (VEI) 7

超級火山是指能夠引發极大规模爆发的火山。雖然對於爆發規模沒有嚴謹的界定，但极大规模爆发都是瞬間改變地形，改变全球气候及影响全球生物的致命災難。
名字源於英國廣播公司的著名科學節目Horizon在2000年提及各類型爆發規模時節目監製所創作出來的。

## 列表

### 火山爆發指數（VEI）8級
火山爆發指數（VEI）8級近年未曾發生，已知最近的是公元前26,500年的陶波湖火山爆發。
全球已知有40次左右的（VEI）8級火山爆发。
- 陶波湖：紐西蘭北島 - Oruanui eruption（英语：Oruanui eruption） ~26,500年前（~1,170 km³）
- 多峇湖：印尼蘇門達臘島 - ~75,000年前（~2,800 km³）
- Whakamaru（英语：Whakamaru）：紐西蘭北島 - ~254,000年前（1,200-2,000 km³）[1]
- 黃石火山：美國黃石國家公園 -  ~640,000年前（~1,000 km³）、~2,100,000年前（~2,450 km³）
- 拉加里塔火山：美國科羅拉多州聖胡安火山區（英语：San Juan volcanic field） - ~27,800,000年前（~5,000 km³）
- 瓦勒斯火山：美國新墨西哥州 - 1,200,000年前~1,600,000年前(~652,000 km³)
- 坎皮佛萊格瑞火山：義大利那不勒斯
- 糧船灣：香港新界西貢區 - ~140,000,000年前( ~1,300 km³)[2]
- 特納普火山：俄羅斯西伯利亞 - 251,000,000年前( ~1,000,000 to 4,000,000 km³)

## 外部連結
- 英國廣播公司節目簡單介紹 （页面存档备份，存于）
- USGS Fact Sheet - Steam Explosions, Earthquakes, and Volcanic Eruptions - What's in Yellowstone's Future? （页面存档备份，存于）
- 互联网电影数据库（IMDb）上《Supervolcano》的资料（英文）